# Su gran sacrificio
Su gran sacrificio (título original en inglés: Alias The Doctor) es una película estadounidense dirigida por Michael Curtiz y Lloyd Bacon, estrenada en 1932.

## Sinopsis
Una familia de granjeros adopta un niño llamado Karl (Richard Barthelmess). Este crece junto al hijo biológico de la familia, Stephen (Norman Foster). Stephen empieza sus estudios de Medicina pero comete un error que puede arruinar su carrera y su vida. Entonces Karl, también médico, carga con las culpas en agradecimiento a su familia adoptiva.

## Reparto
- Richard Barthelmess: Karl Brenner
- Marian Marsh: Lotti Brenner
- Norman Foster: Stephan Brenner
- Adrienne Dore: Anna
- Lucille La Verne: Martha Brenner
- Oscar Apfel: Keller
- John St. Polis: doctor Niergardt
- George Rosener: doctor von Bergman